# Stahovatelný obsah
Stahovatelný obsah nebo též stáhnutelný obsah (anglicky downloadable content nebo DLC) je forma digitálního média distribuovaná prostřednictvím internetu. Výraz je používán pro specifický obsah videohry, který je distribuován odděleně od vydávané videohry. Fráze je také používána pro jakýkoliv typ digitálního, zábavního média distribuovaného online.

## Historie

### Předchůdci stahovatelného obsahu
Nejstarší formou digitální distribuce ve videohrách byla služba Gameline service (na konzoli Atari 2600), která umožňovala uživatelům stahovat hry pomocí telefonní linky. Podobně Sega Channel umožňovala stahování na konzoli Sega Genesis přes kabelovou linku (cable line).
Když služby Gameline a Sega Channel umožnily distribuci plných her, tak ale nenabízely stahovatelný obsah pro už vydané hry. Asi nejblíže službě stahovatelného obsahu byla speciální edice hry Earthworm Jim od firmy Shiny Entertainment, nabízená přes Sega Channel. Ta se ale dala spustit i zcela samostatně, takže to nebyl pravý stahovatelný obsah.

### Na počítačích
Stejně jako rostla popularita internetového připojení, rostla i jeho rychlost. S tím rostla i popularita používání internetu pro digitální distribuci médií. Módy a mapy vytvořené uživateli, byly distribuované výlučně online. Byly vytvořené lidmi bez infrastruktury, schopné šíření obsahu bez fyzických medií. Internet byl jedinou možností distribuce jejich výtvorů.
Drtivá většina obsahu byla dostupná zdarma a fráze " stahovatelný obsah - downloadable content " byl obvykle používán pro obsah, kterému se dnes říká " uživateli vytvořený obsah - user-created content ".

### Na konzolích
Dreamcast byla první konzole, která standardně obsahovala online podporu (online support). Stahovatelný obsah byl k dispozici, ač objemově omezený kvůli úzkopásmovému připojení (narrowband connection) a velikostnímu omezení paměťové karty. Tyto online vlastnosti byly považovány za průlom ve videohrách, ale bezprostřední konkurenti Dreamcastu, PlayStation 2 a Nintendo GameCube, nepřišly s vestavěnými síťovými adaptéry.
S příchodem Xboxu se stal Microsoft druhou společností, která implementovala do konzole stahovatelný obsah. Mnoho originálních Xbox Live her, včetně titulů jako Splinter Cell, Halo 2, a Ninja Gaiden, nabízelo různé množství bonusového obsahu, dostupného přes službu Xbox Live. Většina z tohoto obsahu, kromě titulů vydaných přímo pro Microsoft (Microsoft-published titles), byla k dispozici zdarma.
Microsoft byl první společností, která vyžadovala poplatek za stahovatelný obsah (k videohrě Mech Assault).[zdroj?];
S Xboxem 360 Microsoft integroval stahovatelný obsah přímo do své konzole tím, že věnoval celou sekci konzole uživatelskému rozhraní na Xbox Live Marketplace. Také, zavedením měny Microsoft Points, odstranil platbu přes kreditní karty. Tuto strategii později zavedlo i Nintendo s Wii points a Sony s PlayStation Network Card.
Sony přijalo mnoho z vlastností Xbox Live Marketplace do svého stahovatelného systému PlayStation Store. S Gran Turismem HD Sony plánovala zcela holý titul (barebones title). V tomto případě je nutno požadovanou část obsahu ručně zakoupit samostatně prostřednictvím mnoha samostatných online mikrotransakcí. Projekt byl později ukončen. Nintendo má menší množství stahovatelného obsahu na svém Wii Shop Channel. Mnoho z tamějšího obsahu jsou digitálně distribuované a emulované hry Nintendo z předchozích generací.
Hudební hry, jako například Guitar Hero či Rock Band, mají výraznou výhodu ve stahovatelném obsahu. Harmonix oznámil, že Guitar Hero II bude obsahovat "více online obsahu, než cokoliv jste doteď viděli" [zdroj?], ale vydáním nástupce Guitar Hero III: Legends of Rock znásobil toto tvrzení. Rock band nabízí největší počet položek ke stažení mezi konzolovými hrami vůbec [zdroj?]; další skladby jsou přidávané každý týden [zdroj?]. Získáním všech stahovatelných obsahů pro Rock Band by stálo nejméně 2× více než původní hra.

### Na handheldech
Díky Nintendo Wi-Fi Connection si uživatelé mohou stahovat DLC na Nintendo DS pro určité hry. Dobrým příkladem je Picross DS, ve kterém uživatelé mohou stahovat balíčky klasických puzzlů z předcházejících her (jako například Mario's Picross), stejně jako uživateli vytvořený obsah. Professor Layton and the Curious Village měl "bonusové puzzly", které mohly být "stáhnuty" při použití Nintendo Wi-Fi Connection, nicméně spojení jednoduše odemklo puzzly, které už ve hře byly. Podobně, hra Moero! Nekketsu Rhythm Damashii Osu! Tatakae! Ouendan 2 měla skryté kostýmy, které se na limitovanou dobu odemkly používáním DS Download Stations.
Během používání cartridge v Nintendo DS se u hard disku po určité době projevil nedostatek místa. Kvůli malému místu pro DLC na disku, plánovali vývojáři ukládací prostor v cartridgi. Picross DS má samostatně pouze místo pro 10 balíčků puzzlů a DLC od her Professor Layton a Ouendan 2 jsou také v cartridgi a stačí je odblokovat jednoduchým kódem.
Stahovatelný obsah od Nintendo DS je poněkud vzdálen původním představám a je v současnosti nabízen zdarma. Nicméně Nintendo DSi používá obchod podobný tomu na Wii, který obsahuje hry a aplikace, jež musí být kupovány přes Nintendo Points.
Počínaje vydáním iPhone OS version 3.0 od firmy Apple se stahovatelný obsah stal přístupným pro aplikace kupované na App Store. Zatímco tato možnost byla zpočátku k dispozici pouze vývojářům placených aplikacích, v říjnu 2009 to Apple umožnil vývojářům nabízet i v aplikacích volných.

### Kritika
Od doby, kdy Microsoft popularizoval mikrotransakce, mnoho lidí stahovatelný obsah kritizovalo za předraženost a motivaci vývojářů odebrat předměty z plné verze a dát je do stahovatelného obsahu. Některé kritiky pochází z faktu, že data (bonusové předměty, mise, aj.) nejsou na Xbox Live Marketplace, ale jsou uloženy na disku se hrou. Proto se používají klíče, které daný obsah "jenom" odemknou, a tak se někteří lidé cítí podvedeni, protože si myslí, že si hru koupili, a platit "znovu" za "již jednou koupený" obsah jim nepřipadá správné.
Microsoft a Nintendo jsou kritizovány za prodávání obsahu pouze za částky v jejich vlastní měně. Například, když si někdo chce koupit položku za 15 $, je nucen utratit 20 $ za koupení potřebné měny ve výší 15 $.

80 Xbox Live Marketplace Points stojí stejně jako jeden dolar a jeden Wii point stojí stejně jako jedna penny. Obě společnosti jsou kritizovány za výhodu měnových parit a vedení zákazníka od pochopení aktuální ceny položky.[zdroj?]
Podobně na tom jsou Disney Dollars, které prý také razí strategii, že hráči budou raději utrácet určitou částku v bodech než v určité dollarové hodnotě.[zdroj?]
Poskytování DLC zdarma může také poskytnout příjmy na úkor pohodlí uživatelů. Například Naruto: Ultimate Ninja Storm pro PlayStation 3 byl dodáván bez některých určitých vlastností. Nicméně, uživatelé mohli svobodně stahovat balíčky ke znovupřístupnění chybějícího obsahu z PlayStation Store. V důsledku toho jsou pak uživatelé vystaveni reklamě a dalším starostem.
Kontroverze je také v neschopnosti dále prodávat obsah. Kde se disk s normální licencí mohl znovu prodat, tam je stahovatelný obsah uzamčen na určitého uživatele nebo konzoli a neumožňuje převést licenci na jiného uživatele.
Kritika vznikla nad stahovatelným "Versus Mode" pro Resident Evil 5. Na Xbox Live měl celý balíček jen 2MB, a tak si lidé mysleli, že tento mód už na disku byl a Capcom se jen rozhodl nabízet ho jako přídavek, který by se měl odemknout až po další platbě.